# Franz Schmitt (Politiker, 1862)

Franz Schmitt

Franz Schmitt (* 11. März 1862 in Würzburg; † 21. September 1932 in München) war ein deutscher Politiker (SPD). Schmitt war Reichstagsabgeordneter im Deutschen Kaiserreich und später Landtagsabgeordneter in Bayern in der Weimarer Republik, dem er auch als Präsident bevorstand.

## Leben und Politik
Franz Schmitt beendete die Volksschule und absolvierte eine Ausbildung zum Tapezierer. Er arbeitete bis 1895 in seinem erlernten Beruf. Vor seinem politischen Mandat war er als Gastwirt, Lokalsekretär und Optiker tätig.
Franz Schmitt war früh politisch aktiv und gehörte in den 1880er Jahren als Gründer und Leiter verschiedenen Berufsorganisationen an. Von 1892 bis 1893 übernahm er den Vorsitz der Filiale des Metallarbeiterverbands in München. Danach war er für die Sozialdemokratische Partei von 1893 bis 1899 als Vorsitzender in München und von 1899 bis 1901 als Gauvorstands in Südbayern tätig. Von 1895 bis 1907 war er als Weinwirt und Weinhändler in München außerhalb der Politik tätig. Danach wendete er sich wieder der politischen Arbeit zu und war von 1907 bis zu seinem Ruhestand 1928 Parteisekretär in München. Er gehörte zudem in der 15. Legislaturperiode (Januar 1912 bis November 1918) für den Wahlbezirk Unterfranken 6 (Würzburg) dem Reichstag an. 1927 übernahm er zudem den Posten eines Aufsichtsratsmitglieds des Verlags Münchener Post.
Kurz vor der Novemberrevolution gehörte Franz Schmitt als Parteisekretär dem am 12./13. Oktober 1918 stattfindenden außerordentlichen Parteitag an und wurde dort als stellvertretender bayerischer SPD-Vorsitzender gewählt. Der Parteitag wurde notwendig, weil der vorige Vorsitzende Georg von Vollmar zurückgetreten war.
In der Zeit der Revolutionszeit und der Weimarer Republik war er vom 8. November 1918 bis zum 4. Januar 1919 Präsident des Provisorischen Nationalrats in Bayern. Danach war er vom 17. März 1919 bis zum 18. März 1920 Präsident des Bayerischen Landtags, dem er als Abgeordneter bereits seit 1899 angehörte.